# Sub-Zero
Sub-Zero – wojownik ninja z serii gier komputerowych Mortal Kombat. Sub-Zero jest jedną z pierwszych postaci znanych z gry Mortal Kombat z 1992 roku i od tamtego czasu występuje w każdej kolejnej odsłonie serii, a także w wielu dziełach dotyczących gry – filmach, komiksach, serialach itd.

## Opis
Pod imieniem Sub-Zero znani są dwaj wojownicy – Bi-Han, oryginalny Sub-Zero zabity przez Scorpiona w pierwszej odsłonie gry oraz Kuai Liang, jego młodszy brat, działający jako Sub-Zero po śmierci Bi-Hana. Sub-Zero ubrany jest w charakterystyczny czarno-niebieski strój oraz zazwyczaj nosi niebieską maskę i czarną osłonę głowy, dzięki czemu widać tylko górną część jego twarzy. Kuai Lianga od Bi-Hana odróżnia przede wszystkich blizna wokół prawego oka tego pierwszego, pozostałą po walce z Kung Lao.

## Życiorys
Sub-Zero wywodził się z rasy Kriomantów – ludu pochodzącego z Pozaświatu (Outworld), mającego możność władania siłą lodu. Jednakże, w przeciwieństwie do swoich pobratymców, Sub-Zero oraz jego młodszy brat urodził się w Ziemskim Wymiarze (Earthrealm). Wysłany przez swój klan skrytobójców, Lin Kuei, na wyspę Shang Tsunga w celu zamordowania gospodarza, Bi-Han zostaje zabity przez swojego największego wroga – Scorpiona. Zmarłego brata zastępuje młodszy, żądny zemsty na zabójcy Bi-Hana. Tymczasem nieboszczyk przeistacza się w nieumarłego, znanego później jako Noob Saibot.
Kuai Liang po zajęciu miejsca Sub-Zero dostaje polecenie wykonania niedokończonego zadania brata, lecz i on go nie dokańcza – Shang Tsung przeżywa. Wkrótce klan postanawia zautomatyzować swoich wojowników, zmieniając ich w cyborgi. Wśród wyznaczonych czterech ninja znalazł się Sub-Zero i jego przyjaciel, Smoke. Obaj zdołali uciec z siedziby klanu, wiedząc że zostanie wydany na nich wyrok – mają zostać sprowadzeni z powrotem i zamienieni w cyborgi lub zginąć z ręki wojowników Lin Kuei. Niestety członkowie klanu zdołali pojmać Suba-zero i zamienić go w cyborga, po czym wypuścili go w ślad za dawnych druhem wraz z dwoma innymi wojownikami – Cyraksem i Sektorem.
Kiedy Shao Kahn najeżdża Ziemię, łamiąc zasady ustalone przez Starych Bogów, Smoke korzysta z zamieszania i łapie Suba-zero, pomagając mu odzyskać dawne wspomnienia.

## Sub-Zero w innych mediach
Postać Sub-Zero ukazała się w filmie pod tym samym tytułem, a odtwórcą roli lodowego wojownika był François Petit.
Sub-Zero  stosował style walki Karate Shotokan i Dragon Kung fu.